# NGC 4609
NGC 4609 (noto anche come C 98) è un ammasso aperto visibile nella costellazione della Croce del Sud.

## Osservazione

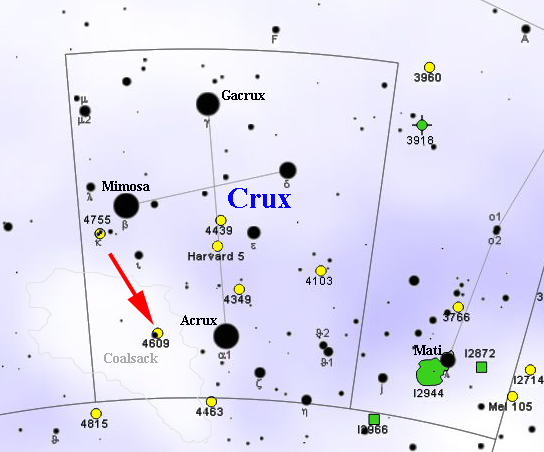
Mappa per individuare NGC 4609.

È visibile sul bordo occidentale della Nebulosa Sacco di Carbone, 1,5 gradi ad est della brillante stella Acrux e vicino alla stella variabile BZ Crucis, di magnitudine 5,27; è composto da alcune stelle gialle di nona e decima magnitudine, così da risultare visibile, seppure con difficoltà, anche con un binocolo 10x50. Con un telescopio di 80mm sono visibili una decina di stelle disposte in concatenazioni quasi parallele; 150mm lo risolve completamente; con strumenti da 200mm l'ammasso è risolto ampiamente in alcune decine di stelle fino alla magnitudine 13,7.
Quest'ammasso si trova ad una declinazione fortemente australe, pertanto non è osservabile da molte delle regioni abitate dell'emisfero boreale, come l'Europa e quasi tutto il Nordamerica; da diverse regioni abitate dell'emisfero australe, al contrario, si presenza circumpolare. Il periodo migliore per la sua osservazione nel cielo serale è quello compreso fra febbraio e luglio.

## Storia delle osservazioni
NGC 4609 venne individuato per la prima volta da James Dunlop nel 1826, quando prestava servizio come sovrintendente dell'osservatorio del Nuovo Galles del Sud in Australia; l'astronomo John Herschel lo riosservò in seguito e lo inserì nel suo General Catalogue of Nebulae and Clusters col numero 3145.

## Caratteristiche
NGC 4609 è un ammasso piuttosto ricco e concentrato, anche se le sue componenti sono in prevalenza deboli; la sua distanza è stimata attorno ai 1223 parsec (circa 3990 anni luce) ed è quindi situato sul bordo esterno del Braccio del Sagittario, in direzione di una regione piuttosto ricca di stelle giovani e regioni H II associate a nubi molecolari giganti.
La Nebulosa Sacco di Carbone si sovrappone lungo la linea di vista di quest'ammasso, cosicché le sue stelle ne risultano oscurate e i campi stellari circostanti appaiono molto poveri; la sua età è stimata sui 78 milioni di anni ed è pertanto un ammasso giovane. Contiene una popolazione stellare piuttosto povera, su cui spiccano alcune stelle calde di classe spettrale B e A sulla sequenza principale. A breve distanza angolare in direzione sudest si trova il piccolo ammasso Hogg 15, la cui distanza è stimata di circa 3200 parsec, dunque molto più in là di NGC 4609, e al cui interno è presente una stella di Wolf-Rayet.